# بنية النجوم

يوضح هذا الرسم البياني مقطع عرضي للشمس

نماذج بنية النجوم تصف البنية الداخلية للنجم بالتفاصيل وتنشئ توقعات مفصلة عن الإضاءة، واللون والتطور المستقبلي للنجم. وللنجوم كتل وأعمار وهياكل داخلية مختلفة.
أبسط نموذج للهيكل الخارجي النجمي هو عبارة عن الشكل الكروي الذي يتكون من البلازما المتماسكة بفعل الجاذبية. على افتراض ان النجم في حالة من التوازن الهيدروستاتيكي لكن نمذجة هيكل النجم الداخلي هي مشكلة في الفيزياء الفلكية.

## نقل الطاقة

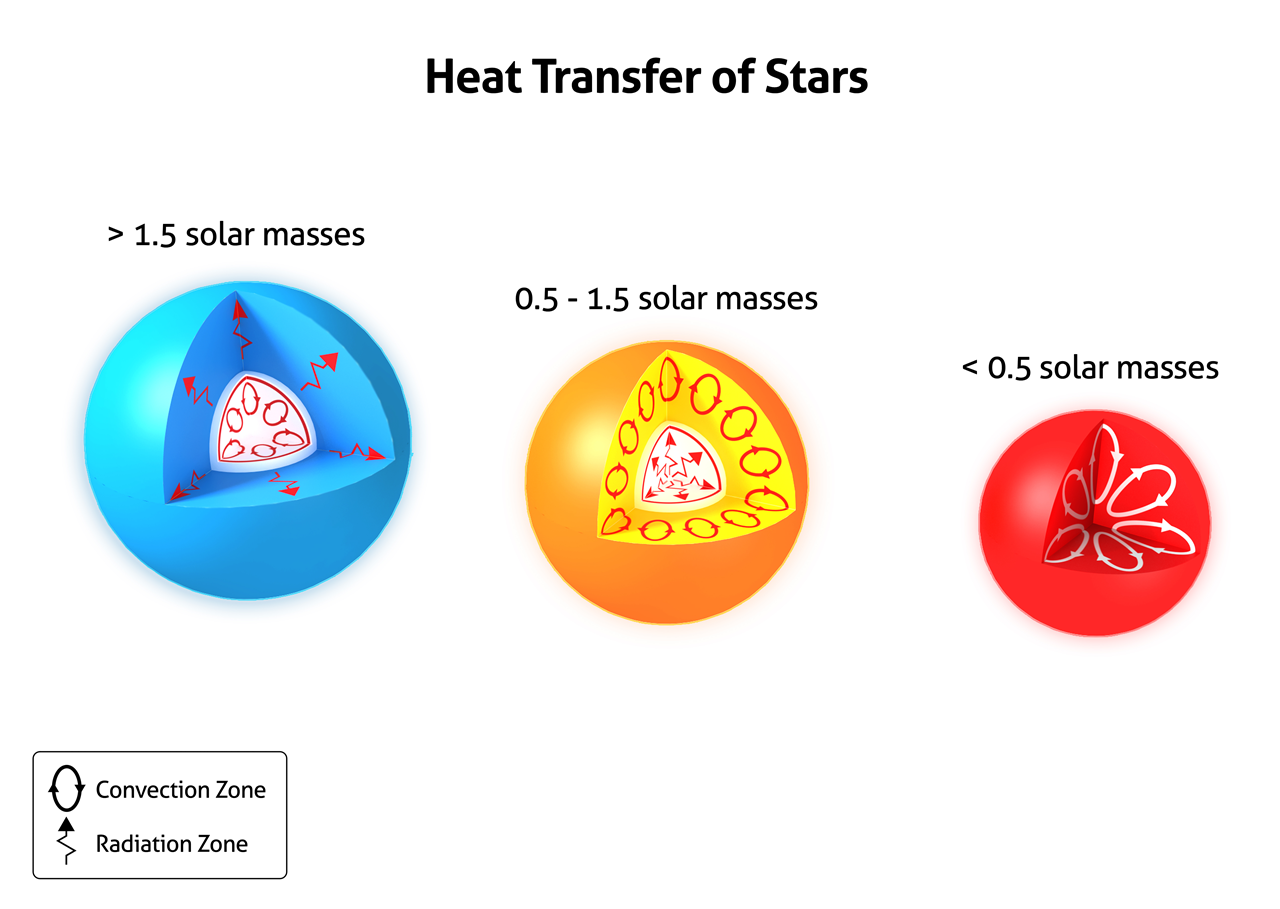
آليات النقل المختلفة للنجوم المنخفضة الكتلة والمتوسطة الكتلة، والنجوم عالية الكتلة.

الطبقات المختلفة للنجم تنقل الحرارة صعودا بطرق مختلفة، في المقام الأول بالالحراري بينما في مناطق الإشعاع الحراري يتم نقل الطاقة بواسطة الإشعاع أو التوصيل، والتوصيل الحراري مهم في الأقزام البيضاء.
الحمل الحراري هو النمط السائد لنقل الطاقة عندما يكون تدرج درجة الحرارة حاد بما فيه الكفاية بحيث حزمة معينة من الغاز داخل النجم سوف تستمر في الارتفاع وإذا ما ارتفعت قليلا فذلك ناتج عن عملية الكظومة. في هذه الحالة، حزمة الغاز تطفو وتستمر في الارتفاع وتعود إلى الارتفاع الأصلي إذا كانت أكثر دفئا من الغاز المحيط بها. في المناطق ذات التدرج الحراري المنخفض والعتامة المنخفضة بما يكفي للسماح لنقل الطاقة عبر الإشعاع، يكون الإشعاع هو النمط السائد من نقل الطاقة.
ويعتمد الهيكل الداخلي لنجوم النسق الأساسي على كتلة النجم.
النجوم ذات الكتل المنخفضة ً- كتلتها نحو 0.5 كتلة شمسية - تكون منخفضة الحرارة ويتم فيها اندماج الهيدروجين بمعدل منخفض وقد يصل عمرها إلى 13 مليار سنة وتسمى اقزام حمراء،
والنجوم ذات الكتل متوسطة (مثل الشمس) كتلتها بين 1 كتلة شمسية إلى 44و1 كتلة شمسية يتم فيها اندماج الهيدروجين بمعدل أعلى من اندماجه في النجوم الصغيرة، كما يتم فيها اندماج الهيليوم والكربون والسيليكون حتى الحديد، ويصل عمرها النهائي إلى نحو 10 مليارات سنة. عمر الشمس الحالي 5و4 مليار سنة والنجوم التي تبلغ كتلتها بين 44و1 - 3 كتلة شمسية ينتهي عمرها كعملاق أحمر ثم ينفجر وتصبح نجما نيوترونيا شديد الكثافة جدا.
النجوم الكبيرة ذات كتلة أكبر من 3 كتلة شمسية يتم فيها اندماج الهيدروجين واندماج الهيليوم حتى الحديد بطريقة اسرع عن معدله في الشمس.
أدنى نجوم النسق الأساسي كتلة ليس لديها أي منطقة إشعاع. وآلية نقل الطاقة المهيمنة على النجم هي الحمل الحراري.

## معادلات هيكلية النجوم
أبسط نموذج لهيكلية النجوم والأكثر شيوعا عبارة عن الشكل الشبه ثابت والمتماثل كرويا على افتراض ان النجم في حالة ثابتة من التوازن الهيدروستاتيكي ومتناظر كرويا.
أربعة معادلات تفاضلية من الدرجة الأولى الأساسية: اثناتان تشرحان كيف تتغير المادة والضغط مع القطر. واثناتان يمثلان تغير درجة الحرارة واللمعان مع القطر 
الأولى بيان التوازن الهيدروستاتيكي: قوة الطرد بسبب تدرج الضغط داخل النجم متوازنة تماما مع قوة السحب إلى الداخل بسبب الجاذبية.
{\displaystyle {{\mbox{d}}P \over {\mbox{d}}r}=-{Gm\rho  \over r^{2}}},
```

  

    

      

        
m

        
(

        
r

        
)

      

    

    
{\displaystyle m(r)}

  

 هي الكتلة المتراكمة داخل الغلاف عند 

  

    

      

        
r

      

    

    
{\displaystyle r}

  

 و
G
 
ثابت الجاذبية
```

يزداد تراكم الكتلة مع القطر وفقا لمعادلة الاستمرارية
{\displaystyle {{\mbox{d}}m \over {\mbox{d}}r}=4\pi r^{2}\rho .}
دمج كتلة معادلة الاستمرارية من مركز نجم ({\displaystyle r=0}) إلى قطر النجم ({\displaystyle r=R}) تكون المحصلة الكتلة الاجمالية للنجم.
وإذا أخذنا بعين الاعتبار الطاقة الخارجة من الغلاف الكروية تكون المحصلة  معادلة الطاقة: 
{\displaystyle {{\mbox{d}}l \over {\mbox{d}}r}=4\pi r^{2}\rho (\epsilon -\epsilon _{\nu })},
```

  

    

      

        

          
ϵ

          

            
ν

          

        

      

    

    
{\displaystyle \epsilon _{\nu }}

  

 التألق المنتج في شكل 
نيوترونات
```

معادلة نقل الطاقة تأخذ أشكالا مختلفة تبعا لطريقة نقل الطاقة. لنقل الطاقة بالتوصيل الحراري المناسب (للقزم الأبيض).
{\displaystyle {{\mbox{d}}T \over {\mbox{d}}r}=-{1 \over k}{l \over 4\pi r^{2}},}
```
حيث k (
الناقلية الحرارية
)
```

في حالة نقل الطاقة الإشعاعي، المناسبة للجزء الداخلي من نجوم النسق الرئيسي ذات الكتل الشمسية والمناسبة أيضا للغلاف الخارجي لنجوم النسق الرئيسي الضخمة،
{\displaystyle {{\mbox{d}}T \over {\mbox{d}}r}=-{3\kappa \rho l \over 64\pi r^{2}\sigma T^{3}},}
```
حيث 

  

    

      

        
κ

      

    

    
{\displaystyle \kappa }

  

 (
عتامة
 المادة), 

  

    

      

        
σ

      

    

    
{\displaystyle \sigma }

  

 
ثابت ستيفان-بولتزمان
 ويتم تعيين 
ثابت بولتزمان
 إلى واحد.
```